# Schwaförden
Schwaförden er en kommune i i Landkreis Diepholz i den tyske delstat Niedersachsen. Den ligger ca. 40 km syd for Bremen.
Schwaförden er administrationsby for amtet ("Samtgemeinde") Schwaförden som også omfatter kommunerne Affinghausen, Ehrenburg, Neuenkirchen, Scholen, Schwaförden og Sudwalde.
Schwaförden ligger syd for Naturpark Wildeshauser Geest omtrent midt mellem Bremen og Minden.